# Kibali (Babyelefant)

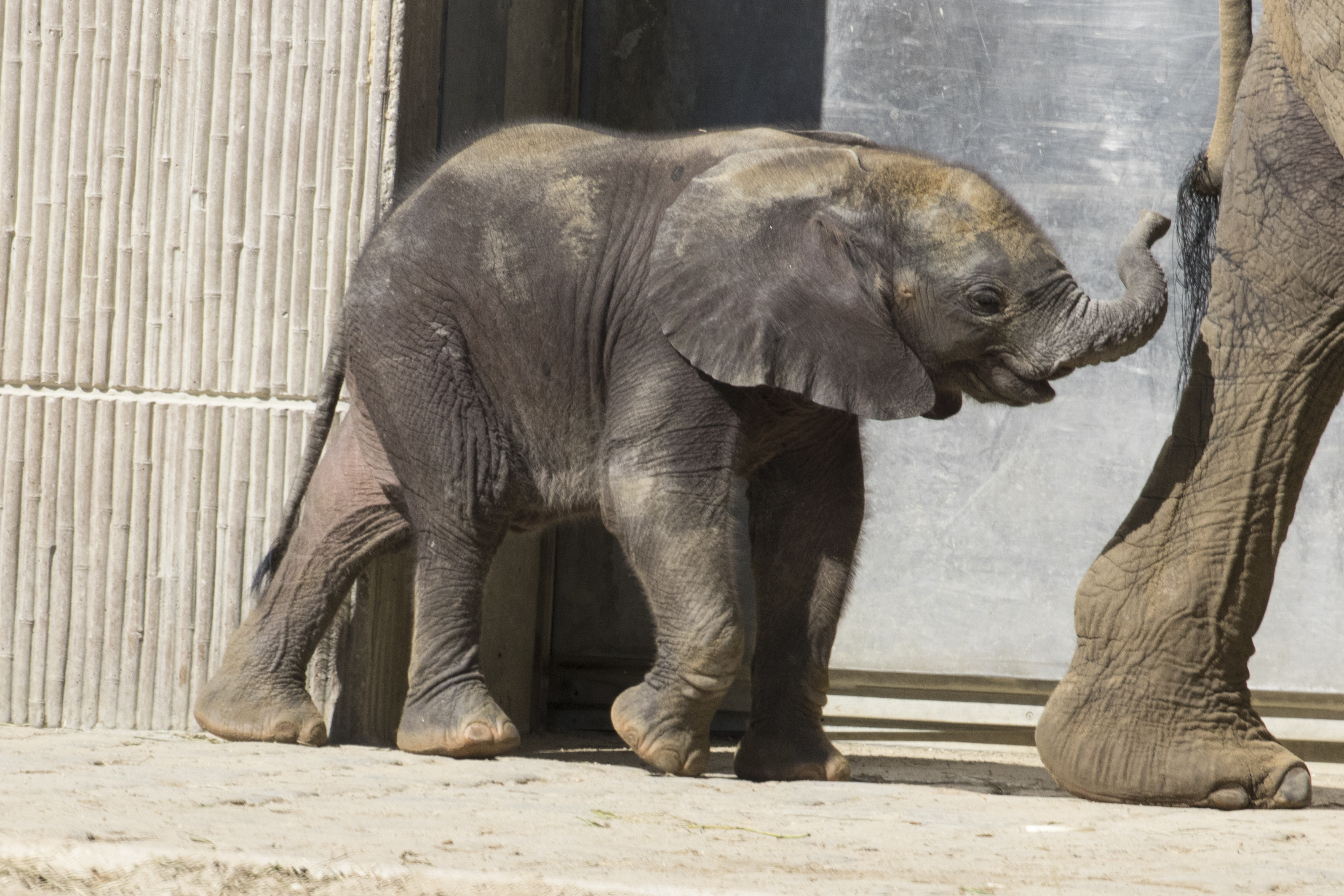
Jungelefant Kibali im Tiergarten Schönbrunn, August 2019

Kibali (* 13. Juli 2019; † 9. Juli 2021) war ein junger weiblicher Afrikanischer Elefant aus dem Tiergarten Schönbrunn in Wien, der als „Babyelefant“ während der Corona-Pandemie in Österreich als Abstandsmaß bekannt wurde.

## Leben
Kibali, gezeugt durch künstliche Besamung von einem südafrikanischen Wildbullen, lebte mit ihrer Mutter Numbi in der Elefantenherde des Tiergartens. Bei ihrer Geburt war sie 90 kg schwer und circa einen Meter lang. Ihr Name war das Ergebnis einer Internetabstimmung.
Kibali starb unvermutet im Juli 2021, kurz vor ihrem zweiten Geburtstag, an Herzversagen. Bei einem Gewicht von 550 kg hatte sie auch das „Abstandsmaß“ von einem Meter weit überschritten.

## Der Elefant als Abstandsmaß

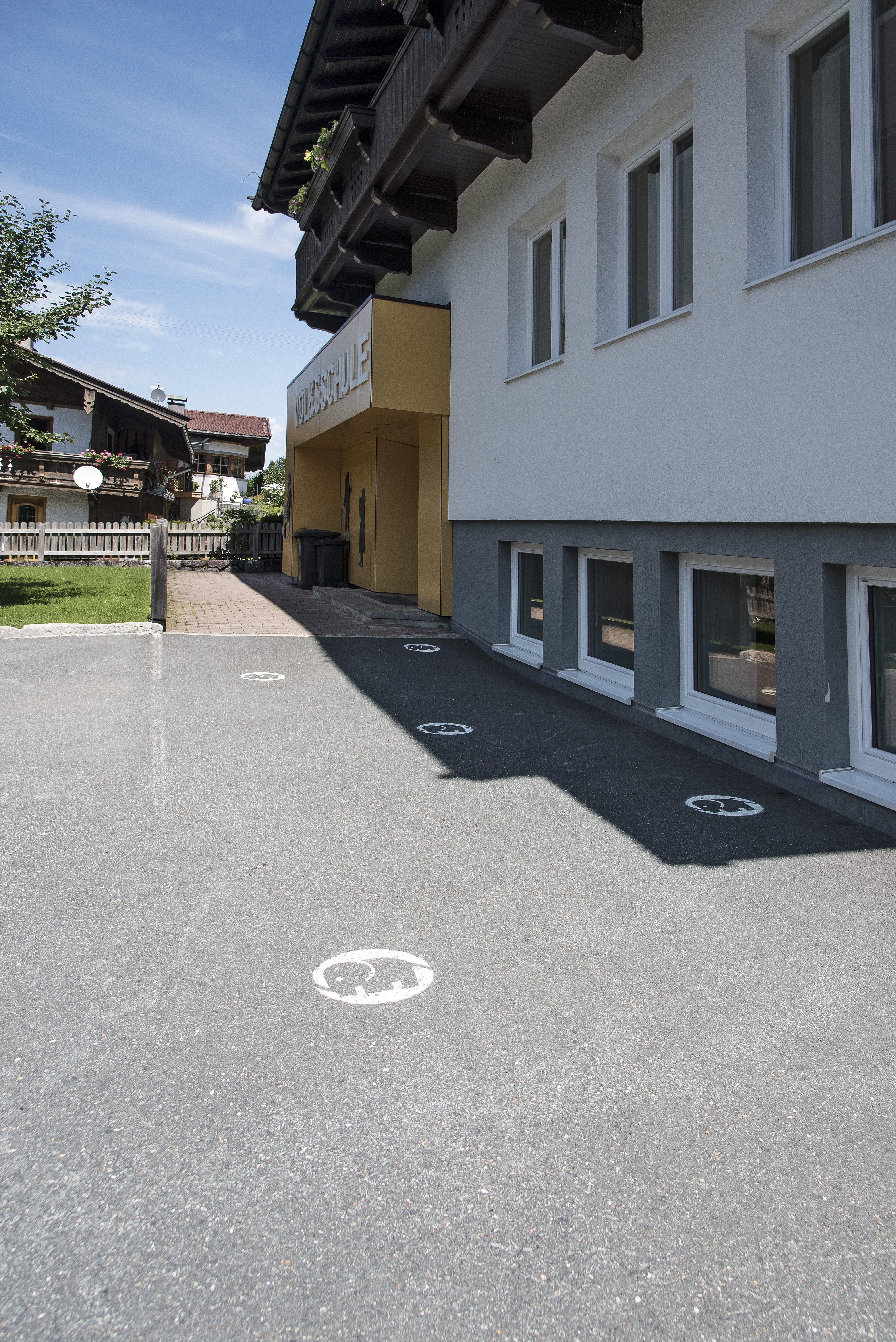
August 2021: „Babyelefant“-Bodenmarkierungen bei der Volksschule Aschau, Gemeinde Kirchberg in Tirol

Zu Beginn der Corona-Pandemie fand die Agentur Jung von Matt im Auftrag der Österreichischen Bundesregierung mit „Babyelefant“, dargestellt durch Kibali, ein positives und Aufmerksamkeit erweckendes Schlagwort für das gewünschte Abstandsmaß von einem Meter. Dies wurde in einem Werbespot kommuniziert.
Kurz darauf übernahm die österreichische Wirtschaftsministerin Margarete Schramböck (ÖVP) eine Patenschaft für das „Elefantenmädchen“. Die Akzeptanz dieses „Abstandsmaßes“ zeigt beispielsweise die Volksschule Aschau in Tirol, wo mit kindgerechten „Babyelefant“-Bodenmarkierungen Standpositionen im gewünschten Abstand gekennzeichnet wurden.

## Rezeption
Babyelefant wurde im Dezember 2020 zum Österreichischen Wort des Jahres gewählt.
Als „Babyelefant“ verkleidet gewann die Sängerin Sandra Pires am 22. März 2021 die zweite Staffel der Show The Masked Singer Austria.